# Tide (альбом)
Tide — студийный альбом бразильского музыканта Антониу Карлоса Жобина, выпущенный в 1970 году на лейбле A&M Records. Альбом был записан одновременно с предыдущим Stone Flower при участии продюсера Крида Тейлора и аранжировщика Эумира Деодату, и задуман как продолжение альбома Wave.

## Отзывы критиков
| Оценки критиков                            | Оценки критиков |
| Источник                                   | Оценка          |
| ------------------------------------------ | --------------- |
| AllMusic                                   | [ 1 ]           |
| MusicHound Jazz: The Essential Album Guide | [ 2 ]           |

Ричард С. Джинелл из AllMusic написал: «На втором альбоме A&M Жобина Эумир Деодату берёт на себя задачи по составлению аранжировок, и разница между ним и Клаусом Огерманом совершенно очевидна в ремейке „The Girl from Ipanema“: аранжировки тяжелее, драматичнее и структурированнее. Иногда аранжировки меняются, так что можно услышать, скажем, танцующую многофоническую флейту в „Tema Jazz“, а ритмы часто отклоняются от знакомого ритма босановы. Жобин, как обычно, сдержан, добавляя очень тонкое электрическое пианино к своему арсеналу акустического фортепиано и гитары, но материал иногда не дотягивает до уровня Жобина (очевидный факт: „Tide“ — это искусно переработанная смена аккордов в „Wave“). Тем не менее, он прекрасно сделан и всегда очень музыкален». 
Рецензент Stereo Review Рекс Рид отметил, что музыка Жобина никогда не звучала лучше, чем здесь, возможно, потому, что она была аранжирована с ненавязчивым, но все же сочным и преданным восхищением Эумиром Деодату, а также написал: «Это тихая, задумчивая музыка для вина у камина, волшебно исполняемая без фальшивых излишеств или дешёвых прикрас. Иногда мелодичная флейта присоединяется к кольцам дыма, или шикарный саксофон проникает в мозг, но в этой музыке и в людях, которые её играют, такая чистота звучания и такое благородство духа, что трудно передать, насколько это меня радует. Даже чересчур откровенная девушка из Ипанемы достигает новых высот под бдительным оком Деодату. В этой записи Жобин превосходит себя в игре на фортепиано, как будто он тоже впервые слышит свою композицию. „Поразительный“ — единственное слово, которое я могу придумать, чтобы адекватно описать результаты этого сотрудничества. Сказать, что я очень рекомендую этот альбом, значит слабо выразиться. Если вы любите музыку, вы не можете позволить себе обойтись без него».

## Список композиций
Все песни написаны Антониу Карлосом Жобином, за исключением отмеченных.
1. «The Girl from Ipanema» (Винисиус ди Морайс, Норман Гимбел, Антониу Карлос Жобин) — 4:53
2. «Carinhoso» (Педро Берриос, Жуан де Барро, Пишингинья) — 2:49
3. «Tema Jazz» — 4:36
4. «Sue Ann» — 3:05
5. «Remember» — 4:04
6. «Tide» — 4:06
7. «Takatanga» — 4:44
8. «Caribe» — 2:44
9. «Rockanalia» — 4:48

Бонус-трек переиздания 1990 года
1. «Tema Jazz» [Alternate Take] — 2:58
2. «Tide» [Alternate Take] — 4:09
3. «Tema Jazz» [Alternate Take] — 5:49
4. «Tema Jazz» [Master Take in Full] — 8:15

## Участники записи
- Аранжировка, дирижёр — Эумир Деодату
- Бас-гитара — Рон Картер
- Вокал, гитара, фортепиано, электропианино — Антонио Карлос Жобим
- Звукорежиссёр — Руди Ван Гелдер
- Продюсер — Крид Тейлор